# برتراند کچانکه
برتراند کچانکه (انگلیسی: Bertrand Ketchanke؛ زادهٔ ۱۴ ژوئن ۱۹۸۰) بازیکن فوتبال اهل فرانسه است.
از باشگاه‌هایی که در آن بازی کرده‌است می‌توان به باشگاه فوتبال رن، باشگاه فوتبال اوسر، و باشگاه فوتبال استاد رنس اشاره کرد.
وی همچنین در تیم ملی فوتبال موریتانی بازی کرده‌است.